# قائمة حلقات تحت القبة
هذه قائمة بحلقات مسلسل تحت القبة الذي بدء عرضه في 24 يونيو، 2014.

## المواسم
| الموسم | الموسم | الحلقات | تاريخ البث الأصلي | تاريخ البث الأصلي | تاريخ إصدار نسخ دي في دي وBlu-ray | تاريخ إصدار نسخ دي في دي وBlu-ray | تاريخ إصدار نسخ دي في دي وBlu-ray |
| الموسم | الموسم | الحلقات | بداية الموسم      | نهاية الموسم      | المنطقة 1                         | المنطقة 2                         | المنطقة 4                         |
| ------ | ------ | ------- | ----------------- | ----------------- | --------------------------------- | --------------------------------- | --------------------------------- |
|        | 1      | 13      | 24 يونيو 2013     | 16 سبتمبر 2013    | 5 نوفمبر 2013                     | 18 نوفمبر 2013                    | 27 نوفمبر 2013                    |
|        | 2      | 13      | 30 يونيو 2014     | 22 سبتمبر 2014    | —                                 | 29 ديسمبر 2014                    | —                                 |

## الحلقات
| رقم الحلقة      | العنوان                 | العنوان                 | تاريخ البث     | المشاهدون (بالملايين) | التقديرات/المشاركة (البالغون 18–49) | الرتبة لكل أسبوع (البالغون 18–49) |
| رقم الحلقة      | بالإنجليزية             | بالعربية                | تاريخ البث     | المشاهدون (بالملايين) | التقديرات/المشاركة (البالغون 18–49) | الرتبة لكل أسبوع (البالغون 18–49) |
| الموسم 1 (2013) |                         |                         |                |                       |                                     |                                   |
| --------------- | ----------------------- | ----------------------- | -------------- | --------------------- | ----------------------------------- | --------------------------------- |
| 1.01            | "Pilot"                 | "الحلقة التجريبية"      | 24 يونيو 2013  | 13.53                 | 3.3/9                               | #1                                |
| 1.02            | "The Fire"              | "النار"                 | 1 يوليو 2013   | 11.81                 | 2.9/8                               | #1                                |
| 1.03            | "Manhunt"               | "مطاردة"                | 8 يوليو 2013   | 10.71                 | 2.7/8                               | #2                                |
| 1.04            | "Outbreak"              | "تفشٍّ"                   | 15 يوليو 2013  | 11.13                 | 2.7/8                               | #3                                |
| 1.05            | "Blue on Blue"          | "نيرانٌ صديقةٌ"           | 22 يوليو 2013  | 11.60                 | 2.8/8                               | #2                                |
| 1.06            | "The Endless Thirst"    | "العطش غير المنتهي"     | 29 يوليو 2013  | 11.41                 | 2.8/8                               | #3                                |
| 1.07            | "Imperfect Circles"     | "دوائرٌ ناقصةٌ"           | 5 أغسطس 2013   | 10.42                 | 2.6/7                               | #2                                |
| 1.08            | "Thicker Than Water"    | "أثخن من الماء"         | 12 أغسطس 2013  | 10.36                 | 2.4/7                               | #2                                |
| 1.09            | "The Fourth Hand"       | "اليد الرابعة"          | 19 أغسطس 2013  | 11.64                 | 2.4/7                               | #3                                |
| 1.10            | "Let the Games Begin"   | "لتبدءِ اللعبة"          | 26 أغسطس 2013  | 11.11                 | 2.5/7                               | #2                                |
| 1.11            | "Speak of the Devil"    | "تحدث عن الشيطان، يأتك" | 2 سبتمبر 2013  | 11.15                 | 2.7/8                               | #10                               |
| 1.12            | "Exigent Circumstances" | "ظروفٌ مُلحّةٌ"             | 9 سبتمبر 2013  | 9.72                  | 2.1/6                               | #8                                |
| 1.13            | "Curtains"              | "نهاية"                 | 16 سبتمبر 2013 | 12.10                 | 2.8/8                               | #4                                |
| الموسم 2 (2014) |                         |                         |                |                       |                                     |                                   |
| 2.01            | "Heads Will Roll"       | "رؤوسٌ سوف تُلفّ"          | 30 يونيو 2014  | 9.41                  | 2.1/7                               | #2                                |
| 2.02            | "Infestation"           | "اجتياح"                | 7 يوليو 2014   | 7.70                  | 1.7/5                               | #6                                |
| 2.03            | "Force Majeure"         | "قوّةٌ قاهرةٌ"             | 14 يوليو 2014  | 7.64                  | 1.9/6                               | #6                                |
| 2.04            | "Revelation"            | "تجلّي"                  | 21 يوليو 2014  | 6.74                  | 1.5/5                               | #7                                |
| 2.05            | "Reconciliation"        | "مُصالحة"                | 28 يوليو 2014  | 6.57                  | 1.5/5                               | #10                               |
| 2.06            | "In the Dark"           | "في الظلام"             | 4 أغسطس 2014   | 6.83                  | 1.6/5                               | #9                                |
| 2.07            | "Going Home"            | "العودة إلى المنزل      | 11 أغسطس 2014  | 6.90                  | 1.5/5                               | #10                               |
| 2.08            | "Awakening"             | "اليقظة"                | 18 أغسطس 2014  | 7.30                  | 1.5/5                               | #10                               |
| 2.09            | "The Red Door"          | "الباب الأحمر"          | 25 أغسطس 2014  | 6.60                  | 1.4/4                               | #11                               |
| 2.10            | "The Fall"              | "الخريف"                | 1 سبتمبر 2014  | 6.29                  | 1.2/4                               | #23                               |
| 2.11            | "Black Ice"             | "جليدٌ أسودٌ"             | 8 سبتمبر 2014  | 6.62                  | 1.4/4                               | #18                               |
| 2.12            | "Turn"                  | "منعطف"                 | 15 سبتمبر 2014 | 7.04                  | 1.6/5                               |                                   |